# Асланиан
„Асланиан“ или „Асланиан и Узиел“ (на гръцки: Μέγαρο „Ασλανιάν“, Μέγαρο „Ασλανιάν & Ουζιέλ“, в превод Имение „Асланиан“) е емблематична сграда в град Солун, Гърция.

## Местоположение
Имението е разположено на улица „Елевтериос Венизелос“ № 14.

## История
Сградата е построена в 1923 година от солунския инженер Жак Моше по проект на архитект Пиеро Аригони в еклектичен стил. Първите собственици са Асланиан и Узиел, от където идва и името на сградата. Тя е построена за търговска употреба и в нея се помещават магазини.
Зданието е обявено за културна ценност и е включено в списъка в 1983 година. Към началото на XXI век в имението се помещава частен колеж.

## Архитектура
В архитектурно отношение представлява пететажна постройка в еклектичен стил. Фасадата е организирана в три части: основа, състояща се от партер с магазини, три етажа и корона, състояща се от последния етаж на сградата. Последният етаж е отделен от останалата част от здрав метален парапет на леко изпъкнал балкон по цялата дължина на фасадата му. Централната вертикална ос е подчертана от конфигурацията на главния вход на сградата и от изпъкналата централна част на следващите три етажа и завършва с извития фронтон в края на последния етаж. Постройката се отличава с интензивни декоративни елементи рококо и необарок, богато украсени парапети, корнизи и декоративни ленти. Както много имения по това време, пространствата са организирани около впечатляващ вътрешен двор със стъклен покрив.